# 篠原昌裕
篠原 昌裕（しのはら まさひろ）は、日本の小説家。神奈川県横須賀市生まれ。慶應義塾大学環境情報学部卒業。
2011年、「僕はビニール傘でいい」が第4回WOWOWシナリオ大賞の最終選考に残る。同年、「殺人画家は 私です」が第10回『このミステリーがすごい!』大賞で1次通過するが、受賞は逃す。2012年、同作を加筆修正後、『保健室の先生は迷探偵!?』と改題し、宝島社文庫より『このミステリーがすごい!』大賞の隠し玉（受賞は及ばなかったものの、編集部からの推薦で刊行するもの）として刊行され、小説家デビューする。

## 作品リスト

### 単著
- 保健室の先生は迷探偵!?（2012年8月 宝島社文庫）
- 死にたがりたちのチキンレース（2014年9月 宝島社文庫）
- 璃子のパワーストーン事件目録 ラピスラズリは謎色に（2017年11月 宝島社文庫）

### アンソロジー
「」内が篠原昌裕の作品
- もっとすごい！ 10分間ミステリー（2013年5月 宝島社文庫）「最低の男」
- 5分で読める！ ひと駅ストーリー 夏の記憶 東口編（2013年7月 宝島社文庫）「ヘンタイの汚名は受けたくない」
- 5分で読める！ ひと駅ストーリー 冬の記憶 西口編（2013年12月 宝島社文庫）「恋愛白帯女子のクリスマス」
- 5分で読める！ ひと駅ストーリー 猫の物語（2014年9月 宝島社文庫）「ストラップと猫耳」
- 5分で読める！ ひと駅ストーリー 旅の話（2015年12月 宝島社文庫）「卒業旅行ジャック」
- 5分で驚く！ どんでん返しの物語（2016年6月 宝島社文庫）「卒業旅行ジャック」
- 10分間ミステリー THE BEST（2016年9月 宝島社文庫）「最低の男」
- 5分でドキッとする！ 意外な恋の物語（2020年8月 宝島社文庫）「恋愛白帯女子のクリスマス」
- 1話3分で驚きの結末！ 大どんでん返しの物語（2021年3月 宝島社）「卒業旅行ジャック」